# Dalabæjarfjall
Dalabæjarfjall är ett berg i republiken Island. Det ligger i regionen Norðurland eystra, 260 km nordost om huvudstaden Reykjavík. Toppen på Dalabæjarfjall är 411 meter över havet.
Runt Dalabæjarfjall är det glesbefolkat, med 8 invånare per kvadratkilometer. Närmaste större samhälle är Siglufjörður, nära Dalabæjarfjall.